# ای‌ام‌پی‌ام
ای‌ام‌پی‌ام (انگلیسی: Ampm) شرکت جایگاه‌های سوخت آمریکایی است، که در سال ۱۹۷۸ تأسیس شد.